# Civizelotes
Civizelotes és un gènere d'aranyes araneomorfes de la família dels gnafòsids (Gnaphosidae). Fou descrita per primera vegada l'any 2012 per A. Senglet.
Les seves espècies es troben per la zona paleàrtica. La majoria es troben a la península Ibèrica, especialment C. medianoides on és endèmica, C. ibericus (Espanya i França), C. medianus (Espanya, Andorra i França) i C. dentatidens (Espanya, França i Sardenya).

## Taxonomia
Segons el World Spider Catalog del 10 de març de 2017, hi ha les següents 10 espècies acceptades:
- Civizelotes caucasius (L. Koch, 1866)
- Civizelotes civicus (Simon, 1878)
- Civizelotes dentatidens (Simon, 1914)
- Civizelotes gracilis (Canestrini, 1868)
- Civizelotes ibericus Senglet, 2012
- Civizelotes medianoides Senglet, 2012
- Civizelotes medianus (Denis, 1936)
- Civizelotes pygmaeus (Miller, 1943)
- Civizelotes solstitialis (Levy, 1998)
- Civizelotes tibichaetoforus Tuneva & Kuzmin, 2016